# Rick Nash
Richard „Rick“ McLaren Nash (* 16. června 1984, Brampton, Ontario, Kanada ) je bývalý kanadský hokejista a hráč klubu Boston Bruins.

## Kariéra
Narodil se v Bramptonu, Ontario, Kanada. Lední hokej začal hrát v pěti letech. V roce 2002 si splnil svůj sen a stal se jedničkou draftu, když si jej vybral Columbus Blue Jackets. V sezóně 2003–2004 v NHL se stal nejlepším střelcem celé ligy, o Maurice Richard Trophy se ale musel podělit s Jaromem Iginlou z Calgary a Iljou Kovalčukem z Atlanty, když všichni vstřelili 41 branek.
V sezoně 2005–2006 měl patřit mezi největší hvězdy v soutěži. Jenže hned v prvním utkání sezony proti Washingtonu Capitals si zranil kotník, který ho vyřadil na 11 zápasů. V listopadu se sice vrátil, ale jen na 3 střetnutí. Nevydrželo koleno. Dalších 17 zápasů mimo hru, až do poloviny prosince. Přestože však odehrál jen 54 utkání, stačil vstřelit 31 branek a celkem si připsal 54 kanadských bodů, navíc v podprůměrném klubu získal 5 plusových bodů za účast na ledě při vstřelených a obdržených brankách.
Nash si nadále drží renomé jednoho z nejlepších hokejistů NHL a obdivuhodného střelce už jen proto, že za posledních sedm let vždy nastřílel nejméně 27 branek. Nash před uzávěrkou přestupů 2012 požádal o výměnu z podprůměrného Columbusu. Columbus tak učinil 23. 7. 2012 a vyměnil svého kapitána do New York Rangers za Brandona Dubinského, Artema Anisimova, Tima Erixona a 1. volbu v draftu 2013.
I přes své mládí pravidelně dostává pozvánku do kanadské reprezentace. Na MS v Praze se stal nejlepším střelcem turnaje s devíti góly a v kanadském bodování skončil druhý s 15 body hned za Joem Thorntonem (16 bodů). Během výluky v NHL hrál ve švýcarském Davosu společně s Thorntonem a pomohli týmu k získání titulu i Spengler Cupu.
V klubu mu říkají „Nasher“, jeho oblíbený sport je golf a když vyrůstal, hrál baseball, volejbal a lakros. Poslouchá skupinu Green Day a Tima McGrawa.

## Klubové statistiky
| Sezona     | Klub                  | Soutěž     | Základní část | Základní část | Základní část | Základní část | Základní část | Play off | Play off | Play off | Play off | Play off |
| Sezona     | Klub                  | Soutěž     | Z             | G             | A             | B             | TM            | Z        | G        | A        | B        | TM       |
| ---------- | --------------------- | ---------- | ------------- | ------------- | ------------- | ------------- | ------------- | -------- | -------- | -------- | -------- | -------- |
| 2002–03    | Columbus Blue Jackets | NHL        | 74            | 17            | 22            | 39            | 78            |          |          |          |          |          |
| 2003–04    | Columbus Blue Jackets | NHL        | 80            | 41            | 16            | 57            | 87            |          |          |          |          |          |
| 2005–06    | Columbus Blue Jackets | NHL        | 54            | 31            | 23            | 54            | 51            |          |          |          |          |          |
| 2006–07    | Columbus Blue Jackets | NHL        | 75            | 27            | 30            | 57            | 73            |          |          |          |          |          |
| 2007–08    | Columbus Blue Jackets | NHL        | 80            | 38            | 31            | 69            | 95            |          |          |          |          |          |
| 2008–09    | Columbus Blue Jackets | NHL        | 78            | 40            | 39            | 79            | 52            | 4        | 1        | 2        | 3        | 2        |
| 2009–10    | Columbus Blue Jackets | NHL        | 76            | 33            | 34            | 67            | 58            |          |          |          |          |          |
| 2010–11    | Columbus Blue Jackets | NHL        | 75            | 32            | 34            | 66            | 34            |          |          |          |          |          |
| 2011–12    | Columbus Blue Jackets | NHL        | 82            | 30            | 29            | 59            | 40            |          |          |          |          |          |
| 2012–13    | New York Rangers      | NHL        | 44            | 21            | 21            | 42            | 26            | 12       | 1        | 4        | 5        | 0        |
| 2013–14    | New York Rangers      | NHL        | 65            | 26            | 13            | 39            | 36            | 25       | 3        | 7        | 10       | 8        |
| 2014–15    | New York Rangers      | NHL        | 79            | 42            | 27            | 69            | 36            | 19       | 5        | 9        | 14       | 4        |
| 2015–16    | New York Rangers      | NHL        | 60            | 15            | 21            | 36            | 30            | 5        | 2        | 2        | 4        | 4        |
| 2016–17    | New York Rangers      | NHL        | 67            | 23            | 15            | 38            | 26            | 12       | 3        | 2        | 5        | 4        |
| 2017/18    | New York Rangers      | NHL        | 60            | 18            | 10            | 28            | 24            |          |          |          |          |          |
| 2017/18    | Boston Bruins         | NHL        | 11            | 3             | 3             | 6             | 4             | 12       | 3        | 2        | 5        | 10       |
|            |                       |            |               |               |               |               |               |          |          |          |          |          |
| NHL celkem | NHL celkem            | NHL celkem | 1060          | 437           | 368           | 805           | 722           | 89       | 18       | 28       | 46       | 32       |